# 千年COMETS
千年COMETS（せんねんコメッツ）は日本のロックバンド。活動期間は1986年から1989年。
2024年に復活ライブを行った。

## メンバー
- 高鍋千年（たかなべちとし）：ボーカル。
  - 千年COMETS解散後、ユニット「ルナティック・オーケストラ」でアルバム「MODE OF LIFE」を発表。
- CHIE（長井千恵）：ギター・コーラス
- 川上シゲ：ベース
- CHAPPY：ドラムス
- 海老ヨシヒロ：キーボード。1987年に脱退。

## ディスコグラフィ

### シングル
1. Lonely Dancer（1987年2月1日）片面シングル
2. Access in Access（1987年5月2日）
3. DILEMMA（1987年12月1日）
4. 流星一夜（1988年5月21日）

### アルバム
1. Timeless Garden（1987年2月1日）
2. Nostalgia（1987年10月21日）
3. the edge（1988年11月21日）

## 関連人物
- 西平彰 - 1stアルバム「Timeless Garden」プロデューサー
- 林海象 - ミュージック・ビデオ監督